# سيغموند هارينغر
سيغموند هارينغر (بالألمانية: Sigmund Haringer)‏ (9 ديسمبر 1908 – 23 فبراير 1975) لاعب كرة قدم ألماني راحل كان يجيد اللعب في خط الدفاع .
لعب طوال مسيرته الرياضية في أندية بايرن ميونيخ (1928-1934) فاكر ميونيخ (1934-1939) نوريمبيرغ (1939-1940).
مثل منتخب ألمانيا في 15 مباراة (1931-1937). شارك مع منتخب ألمانيا في بطولة كأس العالم 1934 في إيطاليا حيث احتل المركز الثالث.

## وصلات خارجية
- سيغموند هارينغر على موقع قاعدة بيانات كرة القدم.إي يو (الإنجليزية)
- سيغموند هارينغر على موقع بيانات كرة القدم. دي إي (الألمانية)
- سيغموند هارينغر على موقع ناشيونال فوتبول تيمز (الإنجليزية)
- سيغموند هارينغر على موقع Soccerway.com (الإنجليزية)
- سيغموند هارينغر على موقع عالم كرة القدم.نت (الإنجليزية)

- سيرة ذاتية